# Alvar (Vorname)
Alvar und Álvar sind männliche Vornamen.

## Herkunft und Bedeutung
Alvar ist schwedischer Herkunft. Der Name ist eine Zusammensetzung von althochdeutsch alf „Elfe, Naturgeist“ und heri „Kriegsschar, Heer“.
Álvar ist eine Variante des spanischen Vornamens Álvaro.

## Namenstag
In Schweden wird der 21. Juni als Namenstag gefeiert, in Finnland der 24. September.

## Varianten
Die weibliche Form zu Alvar ist Alva.

## Namensträger
- Alvar Aalto (1898–1976), finnischer Architekt und Designer
- Alvar Ross Kitt (* 1968), US-amerikanischer Skirennläufer
- Álvar Núñez Cabeza de Vaca (* um 1490; † um 1557), spanischer Seefahrer und Entdecker
- Carl Alvar Wirtanen (1910–1990), US-amerikanischer Astronom
- Alvar Zacke (1904–1977), schwedischer Autor, Übersetzer und Journalist
- Alvar Goetze (* 2000), deutscher Schauspieler